# 江南矿务铁路学堂
江南矿务铁路学堂（通称矿路学堂）是清朝末年在江宁（今江苏南京）开设的官办学堂，附设于江南陆师学堂，是江苏最早的专业技术学校。光绪二十四年（1898年）九月十四日，两江总督刘坤一上奏光绪帝，因江南青龙山煤矿正在办理矿务，提议“于陆师学堂内添设矿路学一斋，挑选学生分习重力、汽化、地质等学”，二十八日获光绪帝批准。矿路学堂聘德国教员，开设国文、德文、日文、测矿学、地质学、化学、熔炼学、格致学、算学、绘图学等课程。该学堂仅于1898年招收了一期学生，共一个班24人，附设于陆师学堂第二期，光绪二十五年（1899年）正月开学，光绪二十七年十二月（1902年1月）毕业。

## 学堂旧址
学堂原有建筑三斋，东、西斋为教室和宿舍，中斋包括主屋、大门、礼堂、总办办公楼。总办办公楼和德籍教员楼是楼房，其余为平房。学堂故址在今南京市中山北路283号和察哈尔路37号，存原德籍教员楼等遗迹，占地面积273平方米，1955年登录为江苏省文物保护单位。中山北路283号现属江苏省级机关事务管理局，由江苏省人防办使用，2号楼即原德籍教员楼，2011年4月29日起火烧毁。察哈尔路37号现属南京师范大学附属中学，1980年代南师附中将部分遗存房屋整修后改为鲁迅纪念室，2006年4月27日增辟为南京鲁迅纪念馆

## 毕业学生

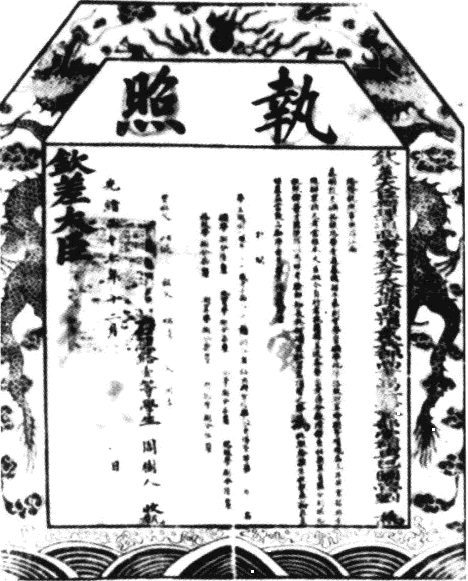
周树人（鲁迅）毕业执照

- 鲁迅：1898年4月考入江南水师学堂轮机班，同年11月因不满该校的恶劣风气退学，十二月考入矿路学堂。鲁迅在矿路学堂求学期间开始接触新思想，写下“灵台无计逃神矢，风雨如磐暗故园。寄意寒星荃不察，我以我血荐轩辕”的诗句。1901年，鲁迅以一等第三名毕业，这是他一生中唯一的正式学历。
- 1902年3月24日，矿路学堂总办俞明震带领官费生鲁迅、张邦华、顾琅、伍崇学、刘乃弼及自费生陈衡恪赴日本留学。[7]